# Gejza Vámoš
Gejza Vámoš (22 de desembre de 1901, Dévaványa, Hongria - 18 de març de 1956, Muriae, Brasil) fou un escriptor eslovac.

## Biografia
Nasqué en una comunitat jueva instal·lada a Eslovàquia del Sud, i es convertí en metge a Piestany, un gran lloc termal. És l'autor d'una obra que es caracteritza per l'expressionisme i el naturalisme i que fou acollida amb reaccions violentes per part de la crítica i pels lectors. Hi desenvolupà temes fins aleshores prohibits en la literatura eslovaca: erotisme, malalties venèries, antimilitarisme... Les seves novel·les i contes revelen una visió del món marcada per un pessimisme profund i una ironia enrabiada. Després d'un recull de recits, Els ulls d'Edith (Editino očko), el 1925 publicà novel·les com Els àtoms de Déu (Atómy Boha) el 1928 i La branca trencada (Odlomená haluz) el 1934. En aquesta obra, Gejza hi evoca la situació cada cop més precària dels jueus eslovacs en el període d'entreguerres. El 1939, en esclatà la Segona Guerra Mundial, s'exilià primer a la Xina i finalment al Brasil, on morí.